# جون إيفانز (مغني)
جون إيفانز (بالإنجليزية: John Evans)‏ هو مغني وفنان وكاتب بريطاني، ولد في 1960 في Pontypridd ‏ في المملكة المتحدة.

## وصلات خارجية
- الموقع الرسمي